# Somewhere Far Beyond
Somewhere Far Beyond (рус. Где-то далеко за пределами) — четвёртый студийный альбом немецкой рок-группы Blind Guardian, вышедший в 1992 году на лейбле Virgin Records.

## Об альбоме
Somewhere Far Beyond — первый альбом, выпущенный на лейбле Virgin. Вокал  Ханcи Кюрша хриплый и «надрывный», однако в некоторых песнях — чистый.
Российский фэнтэзи-писатель Ник Перумов взял строки из песни «Somewhere Far Beyond» как эпиграф к книге «Одиночество Мага».

## Список композиций
Авторы всей музыки — Ханси Кюрш и Андре Ольбрих, кроме Black Chamber (только Кюрш) и The Quest for Tanelorn (авторами указана вся группа). Автор всех текстов — Ханси Кюрш.
1. Time What is Time (5:42)
2. Journey Through the Dark (4:45)
3. Black Chamber (0:56)
4. Theatre of Pain (4:15)
5. The Quest for Tanelorn (5:53)
6. Ashes to Ashes (5:58)
7. The Bard’s Song: In the Forest (3:09)
8. The Bard’s Song: The Hobbit (3:52)
9. The Piper’s Calling (0:58)
10. Somewhere Far Beyond (7:28) 
бонус-треки:
11. Spread Your Wings (4:13) — кавер-версия одноимённой песни группы Queen.
12. Trial By Fire (3:42) — кавер-версия одноимённой песни группы Satan.
13. Theatre of Pain (Classic Version) (4:13) — обработка композиции № 4 в «симфоническом» ключе.

### Тематика
1. Somewhere Far Beyond основана на цикле Стивена Кинга «Тёмная Башня».
2. Black Chamber была вдохновлена сериалом «Твин Пикс».
3. The Bard’s Song: The Hobbit основаны на одноимённой повести Джона Толкина.
4. The Bard’s Song: In The Forest песня о бардах и о Средиземье.
5. Quest for Tanelorn и Journey Through the Dark основано на работах Майкла Муркока.
6. Текст Time What Is Time был вдохновлён фильмом «Бегущий по лезвию».
7. Ashes To Ashes имеет несколько отсылок к трагедии Доктора Фаустуса.

## Участники записи
- Ханси Кюрш — вокал, бас-гитара;
- Андре Ольбрих — ведущая гитара;
- Маркус Зипен — ритм-гитара;
- Томен Стаух — ударные.